# Albańczyk (film)
Albańczyk (niem. Der Albaner, alb. Shqiptari) – niemiecko-albański film fabularny z 2010 roku w reżyserii Johannesa Nabera. Debiut fabularny niemieckiego reżysera, znanego wcześniej z realizacji filmów krótkometrażowych.

## Opis fabuły
Opowieść o 19-letnim Arbenie, który mieszka w małej wsi i nie może znaleźć pracy, dzięki której mógłby utrzymać rodzinę. Jego narzeczona Etleva zachodzi w ciążę, ale jej ojciec jest zbyt biedny na posag dla córki. Zagrożony zemstą rodziny Etlevy, Arben decyduje się uciec do Niemiec i tam zarobić na przyszły ślub. W Niemczech zaczyna rozumieć, że bez znajomości języka i legalnych dokumentów ma niewielką szansę, aby spełnić swoje marzenia. Mimo to podejmuje walkę o przetrwanie.

## O filmie
Zdjęcia do filmu kręcono w północnej Albanii (Bajram Curri, Theth, Kelmend, Bogë) oraz w Niemczech (Frankfurt nad Odrą, Berlin). 
Odtwórca głównej roli Nik Xhelilaj otrzymał nagrodę dla najlepszego aktora na 32. MFF w Moskwie (2010). Reżyser otrzymał specjalne wyróżnienie za najlepszy debiut filmowy. Film był także prezentowany na 45. MFF w Karlowych Warach.

## Obsada
- Nik Xhelilaj jako Arben
- Stipe Erceg jako Damir
- Luan Jaha jako Onkel
- Eva Löbau jako Nicola
- Xhejlane Terbunia jako Etleva
- Yllka Mujo jako matka Etlevy
- Guljelm Radoja jako ojciec Etlevy
- Bruno Shllaku jako Sali
- Amos Zaharia jako Ilir
- Gēzim Rudi jako Kol Topi
- Iwan Szwedow jako Slatko
- Çun Lajçi jako ojciec
- Vasillaq Godo jako dziadek Arbena
- Julian Deda jako Florenc
- André Hennicke jako aptekarz
- Fatime Lajçi jako matka Arbena
- Lutz Bluchborger jako Holger
- Bernhard Geffke jako recepcjonista
- Artan Islami jako oficer grecki
- Hazir Haziri
- Tomasz Nowicki
- Young-Shin Kim

## Nagrody i wyróżnienia
- 2010: Międzynarodowy Festiwal Filmowy w Moskwie
  - nagroda dla najlepszego aktora (Nik Xhelilaj)
  - specjalna nagroda jury dla Johannesa Nabera

- 2010: Międzynarodowy Festiwal Golden Orange w Antalyi
  - nagroda dla najlepszego aktora (Nik Xhelilaj)

- 2011: Festiwal Maxa Ophülsa Festival 2011
  - nagroda Maxa Ophülsa	dla Johannesa Nabera

- 2011: Festiwal Filmowy Turcja-Niemcy w Norymberdze
  - nagroda dla najlepszego aktora (Nik Xhelilaj)